# Oxyrhopus fitzingeri
Oxyrhopus fitzingeri (несправжня коралова змія Фітцінгера) — вид змій родини полозових (Colubridae). Мешкає в Еквадорі і Перу. Вид названий на честь австрійського герпетолога Леопольда Фітцінгера.

## Підвиди
Виділяють два підвиди:
- Oxyrhopus fitzingeri fitzingeri (Tschudi, 1845) — центральне узбережжя центрального Перу;
- Oxyrhopus fitzingeri frizzelli Schmidt & Walker, 1943 — північне узбережжя Перу та південно-західне узбережжя Еквадору.

## Поширення і екологія
Несправжні коралові змії Фітцінгера мешкають на тихоокеанському узбережжі Перу та Еквадору. Вони живуть в пустелях, напівпустелях, сухих чагарникових заростях, саванах і рідколіссях, на висоті до 1829 м над рівнем моря. Відкладають яйця.